# USS LST-322
O USS LST-322 foi um navio de guerra norte-americano da classe LST que operou durante a Segunda Guerra Mundial.